# 甘垛镇
甘垛镇是中华人民共和国江苏省扬州市高邮市下辖的一个镇。
2013年8月15日，江苏省人民政府批复同意撤销横泾镇、甘垛镇，将原横泾镇、甘垛镇行政区域合并设立新的甘垛镇。镇人民政府驻原甘垛镇河口村。

## 行政区划
甘垛镇下辖以下村级行政区划单位：
甘垛社区、河口村、平胜社区、北韩村、沙贯村、横铁村、振兴村、新庄村、甘泉村、荷花村、渔海村、和平村、横泾社区、官林村、横泾村、带程村、三河村、姚家村和三郎庙村。